# Atholus euphorbiae
Atholus euphorbiae är en skalbaggsart som beskrevs av Yélamos 1993. Atholus euphorbiae ingår i släktet Atholus och familjen stumpbaggar. Inga underarter finns listade i Catalogue of Life.